# سفارة الهند في إيطاليا
سفارة الهند في إيطاليا هي أرفع تمثيل دبلوماسي لدولة الهند لدى إيطاليا. تقع السفارة في روما وهي تهدف لتعزيز المصالح الهندية في إيطاليا.

## وصلات خارجية
- قائمة سفارات الهند
- قائمة السفارات في إيطاليا